# Женска фудбалска репрезентација Гвајане
Женска фудбалска репрезентација Гвајане (енгл. Guyana women's national football team), је женски је фудбалски тим који представља Гвајану на међународним такмичењима под контролом Фудбалског савеза Гвајане који се налази у оквиру Карипске фудбалске уније и Конкакаф-а. Фудбалски савез је члан ФИФА. Иако се бивша британска колонија налази у Јужној Америци, такмичи се у конфедерацији Конкакафа.

## Достигнућа

### Светско првенство за жене
| Светско првенство у фудбалу за жене резултати | Светско првенство у фудбалу за жене резултати | Светско првенство у фудбалу за жене резултати | Светско првенство у фудбалу за жене резултати | Светско првенство у фудбалу за жене резултати | Светско првенство у фудбалу за жене резултати | Светско првенство у фудбалу за жене резултати | Светско првенство у фудбалу за жене резултати | Светско првенство у фудбалу за жене резултати | Светско првенство у фудбалу за жене резултати |
| Година                                        | Резултат                                      | Ута                                           | Поб                                           | Нер*                                          | Изг                                           | ГД                                            | ГП                                            | ГР                                            |                                               |
| --------------------------------------------- | --------------------------------------------- | --------------------------------------------- | --------------------------------------------- | --------------------------------------------- | --------------------------------------------- | --------------------------------------------- | --------------------------------------------- | --------------------------------------------- | --------------------------------------------- |
| 1991 до 1999                                  | Нису постојале                                | Нису постојале                                | Нису постојале                                | Нису постојале                                | Нису постојале                                | Нису постојале                                | Нису постојале                                | Нису постојале                                |                                               |
| 2003                                          | Нису учествовале                              | Нису учествовале                              | Нису учествовале                              | Нису учествовале                              | Нису учествовале                              | Нису учествовале                              | Нису учествовале                              | Нису учествовале                              |                                               |
| 2007                                          | Нису учествовале                              | Нису учествовале                              | Нису учествовале                              | Нису учествовале                              | Нису учествовале                              | Нису учествовале                              | Нису учествовале                              | Нису учествовале                              |                                               |
| 2011                                          | Нису се квалификовале                         | Нису се квалификовале                         | Нису се квалификовале                         | Нису се квалификовале                         | Нису се квалификовале                         | Нису се квалификовале                         | Нису се квалификовале                         | Нису се квалификовале                         |                                               |
| 2015                                          | Нису учествовале                              | Нису учествовале                              | Нису учествовале                              | Нису учествовале                              | Нису учествовале                              | Нису учествовале                              | Нису учествовале                              | Нису учествовале                              |                                               |
| 2019                                          | Нису се квалификовале                         | Нису се квалификовале                         | Нису се квалификовале                         | Нису се квалификовале                         | Нису се квалификовале                         | Нису се квалификовале                         | Нису се квалификовале                         | Нису се квалификовале                         |                                               |
| 2023                                          | У току                                        | У току                                        | У току                                        | У току                                        | У току                                        | У току                                        | У току                                        | У току                                        |                                               |
| Укупно                                        | –                                             | –                                             | –                                             | –                                             | –                                             | –                                             | –                                             | –                                             |                                               |

*Означава нерешене утакмице укључујући нокаут мечеве одлучене извођењем једанаестераца.

### Олимпијске игре
| Олимпијске игре резултати | Олимпијске игре резултати | Олимпијске игре резултати | Олимпијске игре резултати | Олимпијске игре резултати | Олимпијске игре резултати | Олимпијске игре резултати | Олимпијске игре резултати | Олимпијске игре резултати |                         | Светско првенство у фудбалу за жене резултати | Светско првенство у фудбалу за жене резултати | Светско првенство у фудбалу за жене резултати | Светско првенство у фудбалу за жене резултати | Светско првенство у фудбалу за жене резултати | Светско првенство у фудбалу за жене резултати |        |
| Година                    | Коло                      | Поз                       | Ута                       | Поб                       | Нер*                      | Изг                       | ГД                        | ГП                        | Ута                     | Поб                                           | Нер*                                          | Изг                                           | ГД                                            | ГП                                            |                                               |        |
| ------------------------- | ------------------------- | ------------------------- | ------------------------- | ------------------------- | ------------------------- | ------------------------- | ------------------------- | ------------------------- | ----------------------- | --------------------------------------------- | --------------------------------------------- | --------------------------------------------- | --------------------------------------------- | --------------------------------------------- | --------------------------------------------- | ------ |
| 1996                      | Нису постојале            | Нису постојале            | Нису постојале            | Нису постојале            | Нису постојале            | Нису постојале            | Нису постојале            | Нису постојале            | Светско првенасто 1995. | Светско првенасто 1995.                       | Светско првенасто 1995.                       | Светско првенасто 1995.                       | Светско првенасто 1995.                       | Светско првенасто 1995.                       |                                               |        |
| 2000                      | Нису постојале            | Нису постојале            | Нису постојале            | Нису постојале            | Нису постојале            | Нису постојале            | Нису постојале            | Нису постојале            | Светско првенасто 1999. | Светско првенасто 1999.                       | Светско првенасто 1999.                       | Светско првенасто 1999.                       | Светско првенасто 1999.                       | Светско првенасто 1999.                       |                                               |        |
| 2004                      | Није учествовала          | Није учествовала          | Није учествовала          | Није учествовала          | Није учествовала          | Није учествовала          | Није учествовала          | Није учествовала          | Није учествовала        | Није учествовала                              | Није учествовала                              | Није учествовала                              | Није учествовала                              | Није учествовала                              |                                               |        |
| 2008                      | Није учествовала          | Није учествовала          | Није учествовала          | Није учествовала          | Није учествовала          | Није учествовала          | Није учествовала          | Није учествовала          | Није учествовала        | Није учествовала                              | Није учествовала                              | Није учествовала                              | Није учествовала                              | Није учествовала                              |                                               |        |
| 2012                      | Није учествовала          | Није учествовала          | Није учествовала          | Није учествовала          | Није учествовала          | Није учествовала          | Није учествовала          | Није учествовала          | Није учествовала        | Није учествовала                              | Није учествовала                              | Није учествовала                              | Није учествовала                              | Није учествовала                              |                                               |        |
| 2016                      | Није се квалификовала     | Није се квалификовала     | Није се квалификовала     | Није се квалификовала     | Није се квалификовала     | Није се квалификовала     | Није се квалификовала     | Није се квалификовала     | 7                       | 3                                             | 1                                             | 3                                             | 14                                            | 14                                            |                                               |        |
| 2020                      | Није учествовала          | Није учествовала          | Није учествовала          | Није учествовала          | Није учествовала          | Није учествовала          | Није учествовала          | Није учествовала          | Није учествовала        | Није учествовала                              | Није учествовала                              | Није учествовала                              | Није учествовала                              | Није учествовала                              |                                               |        |
| 2024                      | У току                    | У току                    | У току                    | У току                    | У току                    | У току                    | У току                    | У току                    | У току                  | У току                                        | У току                                        | У току                                        | У току                                        | У току                                        | У току                                        | У току |
| Укупно                    | –                         | –                         | –                         | –                         | –                         | –                         | –                         | –                         | 6                       | 3                                             | 0                                             | 3                                             | 18                                            | 10                                            |                                               |        |

*Означава нерешене утакмице укључујући нокаут мечеве одлучене извођењем једанаестераца.

### Конкакафов шампионат за жене
| Конкакафов шампионат у фудбалу за жене резултати | Конкакафов шампионат у фудбалу за жене резултати | Конкакафов шампионат у фудбалу за жене резултати | Конкакафов шампионат у фудбалу за жене резултати | Конкакафов шампионат у фудбалу за жене резултати | Конкакафов шампионат у фудбалу за жене резултати | Конкакафов шампионат у фудбалу за жене резултати | Конкакафов шампионат у фудбалу за жене резултати | Конкакафов шампионат у фудбалу за жене резултати |                  | Квалификациони резултати | Квалификациони резултати | Квалификациони резултати | Квалификациони резултати | Квалификациони резултати | Квалификациони резултати | Квалификациони резултати |
| Година                                           | Коло                                             | Поз                                              | Ута                                              | Поб                                              | Нер*                                             | Изг                                              | ГД                                               | ГП                                               | Ута              | Поб                      | Нер*                     | Изг                      | ГД                       | ГП                       | ГР                       |                          |
| 1991 до 1998                                     | Није постојала                                   | Није постојала                                   | Није постојала                                   | Није постојала                                   | Није постојала                                   | Није постојала                                   | Није постојала                                   | Није постојала                                   | Није постојала   | Није постојала           | Није постојала           | Није постојала           | Није постојала           | Није постојала           | Није постојала           |                          |
| 2000                                             | Нису учествовале                                 | Нису учествовале                                 | Нису учествовале                                 | Нису учествовале                                 | Нису учествовале                                 | Нису учествовале                                 | Нису учествовале                                 | Нису учествовале                                 | Нису учествовале | Нису учествовале         | Нису учествовале         | Нису учествовале         | Нису учествовале         | Нису учествовале         | Нису учествовале         |                          |
| 2002                                             | Нису учествовале                                 | Нису учествовале                                 | Нису учествовале                                 | Нису учествовале                                 | Нису учествовале                                 | Нису учествовале                                 | Нису учествовале                                 | Нису учествовале                                 | Нису учествовале | Нису учествовале         | Нису учествовале         | Нису учествовале         | Нису учествовале         | Нису учествовале         | Нису учествовале         |                          |
| 2006                                             | Нису учествовале                                 | Нису учествовале                                 | Нису учествовале                                 | Нису учествовале                                 | Нису учествовале                                 | Нису учествовале                                 | Нису учествовале                                 | Нису учествовале                                 | Нису учествовале | Нису учествовале         | Нису учествовале         | Нису учествовале         | Нису учествовале         | Нису учествовале         | Нису учествовале         |                          |
| 2010                                             | Групна фаза                                      | 3                                                | 0                                                | 0                                                | 3                                                | 3                                                | 19                                               | −16                                              | 7                | 5                        | 0                        | 2                        | 17                       | 5                        | +12                      |                          |
| 2014                                             | Нису учествовале                                 | Нису учествовале                                 | Нису учествовале                                 | Нису учествовале                                 | Нису учествовале                                 | Нису учествовале                                 | Нису учествовале                                 | Нису учествовале                                 | Куп Кариба 2014. | Куп Кариба 2014.         | Куп Кариба 2014.         | Куп Кариба 2014.         | Куп Кариба 2014.         | Куп Кариба 2014.         | Куп Кариба 2014.         |                          |
| 2018                                             | Нису се квалификовале                            | Нису се квалификовале                            | Нису се квалификовале                            | Нису се квалификовале                            | Нису се квалификовале                            | Нису се квалификовале                            | Нису се квалификовале                            | Нису се квалификовале                            | 3                | 1                        | 2                        | 0                        | 8                        | 3                        | +5                       |                          |
| 2022                                             | У току                                           | У току                                           | У току                                           | У току                                           | У току                                           | У току                                           | У току                                           | У току                                           | У току           | У току                   | У току                   | У току                   | У току                   | У току                   | У току                   |                          |
| Укупно                                           | групна фаза                                      | 3                                                | 0                                                | 0                                                | 3                                                | 3                                                | 19                                               | −16                                              | 10               | 6                        | 2                        | 2                        | 25                       | 8                        | +17                      |                          |

*Означава нерешене утакмице укључујући нокаут мечеве одлучене извођењем једанаестераца.